# Amphoe Mueang Phayao

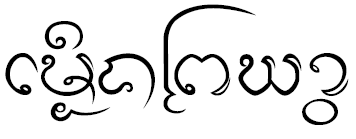
„Mueang Phayao“ in Lanna-Schrift

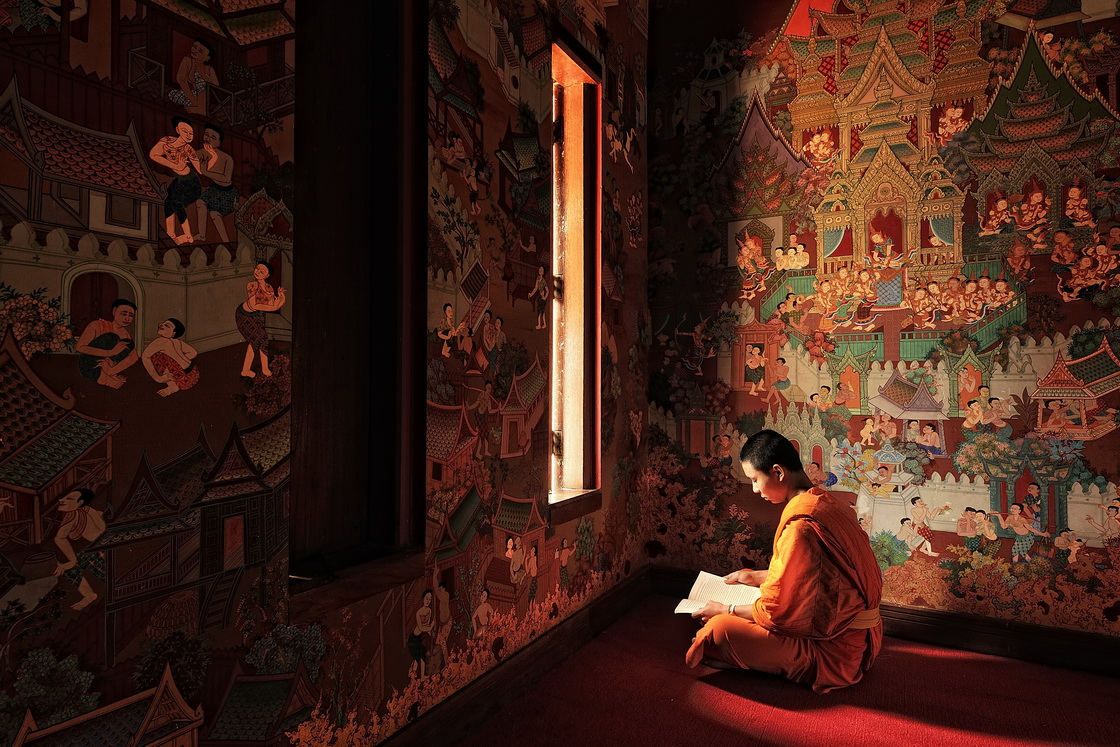
Im Wat Si Khom Kham

Amphoe Mueang Phayao (Thai: อำเภอเมืองพะเยา,  Aussprache: mɯ̄aŋ pʰā.jāw) ist ein Landkreis (Amphoe – Verwaltungs-Distrikt) in der Provinz Phayao.  Die Provinz Phayao liegt in der Nordregion von Thailand. 

## Geographie
Benachbarte Gebiete (von Norden im Uhrzeigersinn): Amphoe Mai Chai der Provinz Phayao, Amphoe Pa Daet der Provinz Chiang Rai, die Amphoe Phu Kamyao und  Dok Khamtai wiederum in Phayao, sowie die Amphoe Ngao und Wang Nuea in der Provinz Lampang.

## Geschichte
1917 wurde der Landkreis Phayao in Mueang Phayao umbenannt. Im Jahr 1938 wurde das Wort Mueang wieder entfernt. Als 1977 die Provinz Phayao eingerichtet wurde, wurde er erneut in Mueang Phayao umbenannt.

## Ausbildung
Im Amphoe Mueang Phayao befindet sich die Universität Phayao.

## Sehenswürdigkeiten
- Wat Si Khom Kham (วัดศรีโคมคำ) – alter Lan-Na-Tempel am Ufer des Khwan Phayao (Phayao-See)

## Verwaltung

### Provinzverwaltung
Der Landkreis Mueang Phayao ist in 15 Tambon („Unterbezirke“ oder „Gemeinden“) eingeteilt, die sich weiter in 172 Muban („Dörfer“) unterteilen.
| Nr. | Name           | Thai     | Muban | Einw.  |
| --- | -------------- | -------- | ----- | ------ |
| 01. | Wiang          | เวียง     | -     | 09.853 |
| 02. | Mae Tam        | แม่ต๋ำ     | -     | 07.761 |
| 04. | Mae Na Ruea    | แม่นาเรือ  | 18    | 08.907 |
| 05. | Ban Tun        | บ้านตุ่น    | 11    | 04.961 |
| 06. | Ban Tam        | บ้านต๊ำ    | 13    | 07.296 |
| 07. | Ban Tom        | บ้านต๋อม   | 18    | 12.441 |
| 08. | Mae Puem       | แม่ปืม     | 18    | 09.235 |
| 10. | Mae Ka         | แม่กา     | 18    | 21.476 |
| 11. | Ban Mai        | บ้านใหม่   | 09    | 04.774 |
| 12. | Cham Pa Wai    | จำป่าหวาย | 13    | 08.478 |
| 13. | Tha Wang Thong | ท่าวังทอง  | 14    | 15.083 |
| 14. | Mae Sai        | แม่ใส     | 12    | 06.266 |
| 15. | Ban Sang       | บ้านสาง   | 09    | 04.331 |
| 16. | Tha Champi     | ท่าจำปี    | 11    | 03.959 |
| 18. | San Pa Muang   | สันป่าม่วง  | 08    | 03.657 |

Hinweis: Die fehlenden Nummern (Geocodes) beziehen sich auf die Tambon, aus denen heute Phu Kamyao besteht.

### Lokalverwaltung
Es gibt eine Kommune mit „Stadt“-Status (Thesaban Mueang) im Landkreis:
- Phayao (Thai: เทศบาลเมืองพะเยา) bestehend aus den kompletten Tambon Wiang, Mae Tam.

Es gibt neun Kommunen mit „Kleinstadt“-Status (Thesaban Tambon) im Landkreis:
- Ban Mai (Thai: เทศบาลตำบลบ้านใหม่) bestehend aus dem kompletten Tambon Ban Mai.
- Ban Sang (Thai: เทศบาลตำบลบ้านสาง) bestehend aus dem kompletten Tambon Ban Sang.
- Tha Champi (Thai: เทศบาลตำบลท่าจำปี) bestehend aus dem kompletten Tambon Tha Champi.
- San Pa Muang (Thai: เทศบาลตำบลสันป่าม่วง) bestehend aus dem kompletten Tambon San Pa Muang.
- Tha Wang Thong (Thai: เทศบาลตำบลท่าวังทอง) bestehend aus dem kompletten Tambon Tha Wang Thong.
- Ban Tam (Thai: เทศบาลตำบลบ้านต๊ำ) bestehend aus dem kompletten Tambon Ban Tam.
- Mae Puem (Thai: เทศบาลตำบลแม่ปืม) bestehend aus dem kompletten Tambon Mae Puem.
- Mae Ka (Thai: เทศบาลตำบลแม่กา) bestehend aus dem kompletten Tambon Mae Ka.
- Ban Tom (Thai: เทศบาลตำบลบ้านต๋อม) bestehend aus dem kompletten Tambon Ban Tom.

Außerdem gibt es vier „Tambon-Verwaltungsorganisationen“ (องค์การบริหารส่วนตำบล – Tambon Administrative Organizations, TAO)
- Mae Na Ruea (Thai: องค์การบริหารส่วนตำบลแม่นาเรือ) bestehend aus dem kompletten Tambon Mae Na Ruea.
- Ban Tun (Thai: องค์การบริหารส่วนตำบลบ้านตุ่น) bestehend aus dem kompletten Tambon Ban Tun.
- Cham Pa Wai (Thai: องค์การบริหารส่วนตำบลจำป่าหวาย) bestehend aus dem kompletten Tambon Cham Pa Wai.
- Mae Sai (Thai: องค์การบริหารส่วนตำบลแม่ใส) bestehend aus dem kompletten Tambon Mae Sai.